# Ivan Gălăbov
Ivan Gǎlǎbov (in bulgaro Иван Гълъбов?; Peruštica, 1930 – 9 maggio 1985) è stato un allenatore di pallacanestro bulgaro.

## Carriera
Ha guidato la Bulgaria a due edizioni dei Giochi olimpici (1976, 1980).